# Монтегю, Джордж
Джордж Монтегю (англ. George Montagu; 1751, Уилтшир — 20 июня 1815) — английский естествоиспытатель.

## Биография
Написал «Ornithological dictionary» (Орнитологический словарь, 2 изд., с дополн. Rennie, Л., 1831) и «Testacea britannica» (Л., 1803; дополн., 1809). Умер от столбняка, наступив на гвоздь. Коллекция птиц Монтегю была куплена Британским музеем, из них около двухсот экспонатов в настоящее время размещены в музее в Тринге.